# Piętno nienawiści
Piętno nienawiści (tytuł oryg. Long zai jiang hu) – hongkoński film akcji w reżyserii Ronny’iego Yu, którego premiera odbyła się 20 grudnia 1986 roku.
W 1987 roku podczas 6. edycji Hong Kong Film Award Brandon Lee był nominowany do nagrody Hong Kong Film Award w kategorii Best New Performer.

## Obsada
Źródło: Filmweb

- Brandon Lee – Brandon Ma
- Kirk Wong – inspektor Lau
- Michael Wong – Michael
- Stuart Smith – Big Papa
- Ng Man-tat – kapitan strażników
- Hoi Mang – Hoi
- Chung Lam – Sharky Kau
- Ku Feng – strażnik więzienny